# Atles de la cacera de bruixes a Catalunya
L'atles de la cacera de bruixes a Catalunya és el recull més complet, de casos sobre bruixeria a Catalunya, que s'ha fet a Europa, fins al moment de la seva publicació. L'atles inclou un mapa interactiu i un cens, amb més de 700 fitxes inèdites amb informació sobre les dones jutjades per bruixeria a Catalunya, Catalunya del Nord i Andorra, corresponent a diversos períodes històrics, compresos entre el segle xv i el segle xviii.
L'atles va ser publicat, originalment, a Internet, el mes de març de 2021, per la revista Sapiens, amb motiu d'un número especial que reunia les investigacions dels historiadors Agustí Alcoberro i Pau Castell, especialistes en la cacera de bruixes a terres catalanes. Catalunya va ser un dels llocs d'Europa on més dones van ser acusades de bruixeria i on es va signar la primera llei contra la bruixeria, esdeveniment que es va produir a la seu del tribunal del Sant Ofici de la inquisició de Barcelona.
Aquestes investigacions revelen de què s'acusava les bruixes, qui les defensava i quin era el perfil de la dona acusada com a bruixa. Clàudia Pujol, directora aleshores de la revista Sapiens, va destacar la importància dels processos de cacera de bruixes i la seva relació amb la cultura catalana, així com la necessitat de recuperar la memòria de les víctimes i com la iniciativa d'aquest atles pretenia dignificar aquestes dones. Pujol, a més, va vincular la reivindicació de les bruixes amb el moviment feminista.
Així, la publicació d'aquest atles va estar acompanyada d'un manifest que reivindicava aquestes dones, injustament criminalitzades i executades, al qual es van adherir especialistes de totes les universitats del país, juntament a altres persones, moltes d'elles, referents en molts diversos àmbits. La campanya va arrencar amb un vídeo protagonitzat per les actrius Itziar Castro, Aina Clotet, Anna Ycobalzeta i Agnès Busquets; les escriptores Maria Barbal i Esther Vivas, i l'advocada Carla Vall.